# ریوگا ناکامورا
ریوگا ناکامورا (ژاپنی: 中村 龍雅؛ زادهٔ ۲۴ ژوئیهٔ ۲۰۰۱) یک بازیکن فوتبال اهل ژاپن است.
از باشگاه‌هایی که در آن بازی کرده‌است می‌توان به باشگاه فوتبال ساگامیهارا اشاره کرد.